# National Board of Review Award/Bester Nebendarsteller
Gewinner des Preises des National Board of Review in der Kategorie Bester Nebendarsteller (Best Supporting Actor).
Am erfolgreichsten in dieser Kategorie war der US-amerikanische Schauspieler Jack Nicholson, der den Preis bisher dreimal gewinnen konnte. 14-mal gelang es der Filmkritikervereinigung, vorab den Oscar-Gewinner zu präsentieren, zuletzt 2019 mit der Preisvergabe an den US-Amerikaner Brad Pitt (Once Upon a Time in Hollywood).
Die Jahreszahlen der Tabelle nennen die bewerteten Filmjahre, die Preisverleihungen fanden jeweils im Folgejahr statt.
| Jahr | Preisträger            | Filmtitel                                                  | Deutscher Titel                                              |
| ---- | ---------------------- | ---------------------------------------------------------- | ------------------------------------------------------------ |
| 1954 | John Williams          | Sabrina Dial M for Murder                                  | Sabrina Bei Anruf Mord                                       |
| 1955 | Charles Bickford       | Not as a Stranger                                          | ...und nicht als ein Fremder                                 |
| 1956 | Richard Basehart       | Moby Dick                                                  | Moby Dick                                                    |
| 1957 | Sessue Hayakawa        | The Bridge on the River Kwai                               | Die Brücke am Kwai                                           |
| 1958 | Albert Salmi           | The Brothers Karamazov The Bravados                        | Die Brüder Karamasow Bravados                                |
| 1959 | Hugh Griffith ¹        | Ben-Hur                                                    | Ben Hur                                                      |
| 1960 | George Peppard         | Home from the Hill                                         | Das Erbe des Blutes                                          |
| 1961 | Jackie Gleason         | The Hustler                                                | Haie der Großstadt                                           |
| 1962 | Burgess Meredith       | Advise and Consent                                         | Sturm über Washington                                        |
| 1963 | Melvyn Douglas ¹       | Hud                                                        | Der Wildeste unter Tausend                                   |
| 1964 | Martin Balsam          | The Carpetbaggers                                          | Die Unersättlichen                                           |
| 1965 | Harry Andrews          | The Agony and the Ecstasy The Hill                         | Michelangelo – Inferno und Ekstase Ein Haufen toller Hunde   |
| 1966 | Robert Shaw            | A Man for All Seasons                                      | Ein Mann zu jeder Jahreszeit                                 |
| 1967 | Paul Ford              | The Comedians                                              | Die Stunde der Komödianten                                   |
| 1968 | Leo McKern             | The Shoes of the Fisherman                                 | In den Schuhen des Fischers                                  |
| 1969 | Philippe Noiret        | Topaz                                                      | Topas                                                        |
| 1970 | Frank Langella         | Diary of a Mad Housewife The Twelve Chairs                 | Tagebuch eines Ehebruchs Zwölf Stühle                        |
| 1971 | Ben Johnson ¹          | The Last Picture Show                                      | Die letzte Vorstellung                                       |
| 1972 | Joel Grey ¹            | Cabaret                                                    | Cabaret                                                      |
| 1972 | Al Pacino              | The Godfather                                              | Der Pate                                                     |
| 1973 | John Houseman ¹        | The Paper Chase                                            | Die Zeit der Prüfungen                                       |
| 1974 | Holger Löwenadler      | Lacombe Lucien                                             | Lacombe, Lucien                                              |
| 1975 | Charles Durning        | Dog Day Afternoon                                          | Hundstage                                                    |
| 1976 | Jason Robards ¹        | All the President’s Men                                    | Die Unbestechlichen                                          |
| 1977 | Tom Skerritt           | The Turning Point                                          | Am Wendepunkt                                                |
| 1978 | Richard Farnsworth     | Comes a Horseman                                           | Eine Farm in Montana                                         |
| 1979 | Paul Dooley            | Breaking Away                                              | Vier irre Typen – Wir schaffen alle, uns schafft keiner      |
| 1980 | Joe Pesci              | Raging Bull                                                | Wie ein wilder Stier                                         |
| 1981 | Jack Nicholson         | Reds                                                       | Reds                                                         |
| 1982 | Robert Preston         | Victor/Victoria                                            | Victor/Victoria                                              |
| 1983 | Jack Nicholson ¹       | Terms of Endearment                                        | Zeit der Zärtlichkeit                                        |
| 1984 | John Malkovich         | Places in the Heart                                        | Ein Platz im Herzen                                          |
| 1985 | Klaus Maria Brandauer  | Out of Africa                                              | Jenseits von Afrika                                          |
| 1986 | Daniel Day-Lewis       | My Beautiful Laundrette A Room with a View                 | Mein wunderbarer Waschsalon Zimmer mit Aussicht              |
| 1987 | Sean Connery ¹         | The Untouchables                                           | The Untouchables – Die Unbestechlichen                       |
| 1988 | River Phoenix          | Running on Empty                                           | Die Flucht ins Ungewisse                                     |
| 1989 | Alan Alda              | Crimes and Misdemeanors                                    | Verbrechen und andere Kleinigkeiten                          |
| 1990 | Joe Pesci ¹            | Goodfellas                                                 | GoodFellas – Drei Jahrzehnte in der Mafia                    |
| 1991 | Anthony Hopkins ²      | The Silence of the Lambs                                   | Das Schweigen der Lämmer                                     |
| 1992 | Jack Nicholson         | A Few Good Men                                             | Eine Frage der Ehre                                          |
| 1993 | Leonardo DiCaprio      | What’s Eating Gilbert Grape?                               | Gilbert Grape – Irgendwo in Iowa                             |
| 1994 | Gary Sinise            | Forrest Gump                                               | Forrest Gump                                                 |
| 1995 | Kevin Spacey ¹         | The Usual Suspects                                         | Die üblichen Verdächtigen                                    |
| 1996 | Edward Norton          | Everyone Says I Love You                                   | Alle sagen: I love you                                       |
| 1997 | Greg Kinnear           | As Good As It Gets                                         | Besser geht’s nicht                                          |
| 1998 | Ed Harris              | The Truman Show                                            | Die Truman Show                                              |
| 1999 | Philip Seymour Hoffman | Magnolia The Talented Mr. Ripley                           | Magnolia Der talentierte Mr. Ripley                          |
| 2000 | Joaquin Phoenix        | Gladiator                                                  | Gladiator                                                    |
| 2001 | Jim Broadbent ¹        | Moulin Rouge! Iris                                         | Moulin Rouge! Iris                                           |
| 2002 | Chris Cooper ¹         | Adaptation                                                 | Adaption – Der Orchideen-Dieb                                |
| 2003 | Alec Baldwin           | The Cooler                                                 | The Cooler – Alles auf Liebe                                 |
| 2004 | Thomas Haden Church    | Sideways                                                   | Sideways                                                     |
| 2005 | Jake Gyllenhaal        | Brokeback Mountain                                         | Brokeback Mountain                                           |
| 2006 | Djimon Hounsou         | Blood Diamond                                              | Blood Diamond                                                |
| 2007 | Casey Affleck          | The Assassination of Jesse James by the Coward Robert Ford | Die Ermordung des Jesse James durch den Feigling Robert Ford |
| 2008 | Josh Brolin            | Milk                                                       | Milk                                                         |
| 2009 | Woody Harrelson        | The Messenger                                              | The Messenger – Die letzte Nachricht                         |
| 2010 | Christian Bale ¹       | The Fighter                                                | The Fighter                                                  |
| 2011 | Christopher Plummer ¹  | Beginners                                                  | Beginners                                                    |
| 2012 | Leonardo DiCaprio      | Django Unchained                                           | Django Unchained                                             |
| 2013 | Will Forte             | Nebraska                                                   | Nebraska                                                     |
| 2014 | Edward Norton          | Birdman or (The Unexpected Virtue of Ignorance)            | Birdman oder (Die unverhoffte Macht der Ahnungslosigkeit)    |
| 2015 | Sylvester Stallone     | Creed                                                      | Creed – Rocky’s Legacy                                       |
| 2016 | Jeff Bridges           | Hell or High Water                                         | Hell or High Water                                           |
| 2017 | Willem Dafoe           | The Florida Project                                        | The Florida Project                                          |
| 2018 | Sam Elliott            | A Star Is Born                                             | A Star Is Born                                               |
| 2019 | Brad Pitt ¹            | Once Upon a Time in Hollywood                              | Once Upon a Time in Hollywood                                |
| 2020 | Paul Raci              | Sound of Metal                                             | Sound of Metal                                               |
| 2021 | Ciarán Hinds           | Belfast                                                    | Belfast                                                      |
| 2022 | Brendan Gleeson        | The Banshees of Inisherin                                  | The Banshees of Inisherin                                    |
| 2023 | Mark Ruffalo           | Poor Things                                                | Poor Things                                                  |
| 2024 | Kieran Culkin          | A Real Pain                                                | A Real Pain                                                  |

¹ = Schauspieler, die für ihre Rolle später den Oscar als Bester Nebendarsteller des Jahres gewannen

² = 1991 wurde Preisträger Anthony Hopkins für seine Rolle später mit dem Oscar als Bester Hauptdarsteller des Jahres ausgezeichnet